# FC Reading
Der FC Reading (offiziell: Reading Football Club), auch bekannt als The Royals („Die Königlichen“), ist ein englischer Fußballverein aus Reading. Der FC Reading wurde 1871 gegründet und spielte von 2006 bis 2008 sowie in der Saison 2012/13 in der Premier League. Aktuell spielt der Verein in der dritthöchsten englischen Spielklasse. Seit 1998 werden die Heimspiele des FC Reading im 24.161 Zuschauer fassenden Select Car Leasing Stadium ausgetragen.

## Geschichte des Vereins
Nach der Gründung 1871 wurde der Verein umgangssprachlich als „The Biscuitmen“ bekannt. Diese Bezeichnung hat ihren Ursprung aus der Ansiedlung des Keksfabrikanten Huntley & Palmers in Reading. Nach der Schließung der Fabrik im Jahr 1976 wurde in einem öffentlichen Wettbewerb ein neuer Spitzname gesucht, wobei sich „Royals“ in Anlehnung an Readings Hauptstadtstatus im Royal County of Berkshire durchsetzte.
Der FC Reading wurde 1920 zur Third Division zugelassen und verbrachte dort auch die meiste Zeit des Vereinsbestehens. Von Zeit zu Zeit konnte der Verein in die Second Division aufsteigen. 1971 musste der Klub erstmals sogar in die Viertklassigkeit absteigen. Reading war erneut drittklassig 1976/77, 1979–1983, 1984–1986 und 1988–1994. In den Spielzeiten 1986–1988 sowie ab 1994 war man gar zweitklassig.
Der FC Reading spielte bis 2006 nie in der höchsten englischen Spielklasse. In der Saison 1994/95 wurde der Verein Zweiter in der First Division. Da die Anzahl der Vereine in der Premier League zur neuen Saison aber verringert wurde, musste ausnahmsweise auch der Zweitplatzierte in die Aufstiegs-Play-offs. Das Play-off-Finale wurde gegen die Bolton Wanderers verloren; dadurch ist der FC Reading der einzige Verein aus der First oder Second Division, der Zweiter wurde und dennoch nicht aufstieg. In der Saison 2002/03 hatte der Verein erneut eine Aufstiegschance zur Premier League. Reading beendete die Saison als Vierter, verlor dann aber im Play-off-Halbfinale gegen die Wolverhampton Wanderers.
Am 25. März 2006 gelang schließlich vorzeitig der erste Aufstieg in die Premier League – in einer von der Mannschaft dominierten Saison. Nach 40 Partien standen zu diesem Zeitpunkt nur zwei Niederlagen zu Buche. In der ersten Premier-League-Saison belegte Reading einen beachtlichen 8. Platz und verfehlte die UEFA-Cup-Teilnahme nur um einen Platz und einen Punkt. In der darauffolgenden Saison 2007/08 kam Reading nur auf den 18. Tabellenplatz und verpasste damit den Klassenerhalt aufgrund der um drei Tore schlechteren Tordifferenz gegenüber dem FC Fulham.
Am 17. April 2012 gelang dem Verein vorzeitig der zweite Aufstieg in die Premier League. Nach 44 Spieltagen lag der FC Reading mit 88 Punkten auf Platz eins und hatte acht Punkte Vorsprung vor dem Drittplatzierten. Somit kehrte der Klub nach vier Jahren Zweitklassigkeit in die höchste Spielklasse zurück. Seit 2014 spielt Reading wieder zweitklassig.
Die beste Saison des FC Reading im FA Cup war 1926/27, als der Verein im Halbfinale gegen den späteren Pokalsieger Cardiff City verlor. Dieser Erfolg schlug sich auch im Zuschauerinteresse nieder: Am 19. Februar 1927 kamen im Pokalspiel gegen den FC Brentford (1:0) 33.042 Zuschauer in den damaligen Elm Park; ein Wert, der nie wieder erreicht werden sollte. Im FA Cup 2014/15 erreichte Reading erneut das Halbfinale.
Im League Cup kam der Verein nie über das Viertelfinale hinaus. Dieses erreichte der FC Reading in den Saisons 1995/96 und 1997/98.
Der FC Reading ist der englische Rekordhalter von gewonnenen Spielen am Anfang der Saison. In der Saison 1985/86 wurden die ersten 13 Spiele gewonnen. 1979 kassierte Torwart Steve D’Ath 1103 Minuten kein Gegentor. Dies war bis 2009 englischer Rekord, abgelöst wurde er durch Edwin van der Sar bei Manchester United.

## Bekannte ehemalige Spieler
- Ronnie Blackman
- Steve Death
- Kerry Dixon
- Les Ferdinand
- Robin Friday
- William Garbutt
- Michael Gilkes
- Shaun Goater
- Martin Hicks
- Shaka Hislop
- Ray Houghton
- Martin Keown
- Dave Kitson
- Shane Long
- Gary Peters
- Jimmy Quinn
- Omar Richards
- Lawrie Sanchez
- Trevor Senior
- Gylfi Sigurðsson
- Neil Webb
- Michael Olise

## Ligazugehörigkeit
- 1920–1926: Football League Third Division
- 1926–1931: Football League Second Division
- 1931–1971: Football League Third Division
- 1971–1976: Football League Fourth Division
- 1976–1977: Football League Third Division
- 1977–1979: Football League Fourth Division
- 1979–1983: Football League Third Division
- 1983–1984: Football League Fourth Division
- 1984–1986: Football League Third Division
- 1986–1988: Football League Second Division
- 1988–1992: Football League Third Division
- 1992–1994: Football League Second Division
- 1994–1998: Football League First Division
- 1998–2002: Football League Second Division
- 2002–2004: Football League First Division
- 2004–2006: Football League Championship
- 2006–2008: Premier League
- 2008–2012: Football League Championship
- 2012–2013: Premier League
- 2013–2023: Football League Championship / EFL Championship
- 2023–0000: EFL League One